# Anly
Anly(1997년 1월 20일 ~ )는 오키나와 이에촌 출신의 일본의 팝 싱어송라이터이다. 여섯 살 때 기타를 치기 시작했고, 중학교 때 음악을 쓰기 시작했다. 고등학교 때 그녀는 오키나와현과 도쿄도의 여러 장소에서 라이브를 했고, 2015년에 소니 뮤직 엔터테인먼트 (일본)와 계약하기 전에 두 개의 인디 싱글을 발매했다. 2015년에 데뷔 싱글 "태양에게 웃어"를 발매했고, 2017년에 데뷔 앨범 Anly One을 발매했다.

## 생애

### 어린 시절 및 초기 경력
Anly는 일본 오키나와에 있는 이에섬에서 태어났다. Anly는 여섯 살 때 아버지가 기타를 사 주신 후 기타를 연주하기 시작했다. Anly는 집에서 컴퓨터나 인터넷을 사용할 수 없었기 때문에 기타를 치는 동안 아버지가 사 주신 블루스와 록 CD를 자주 들었다. 아버지가 기본 코드를 가르쳐 주신 후 나머지는 주로 혼자서 배웠고, 초등학교 3학년 때 귀로 노래를 부르기 시작했다. 그녀는 어린 시절부터 가수가 되고 싶었지만, 자신의 노래를 부르고 싶어서 중학교 2학년 때 가사를 쓰기 시작했다. 그 다음 해 중학교 3학년 때 그녀는 자신의 음악을 작곡하기 시작했고, 싱어송라이터가 되는 것을 생각했다.
이에지마에는 고등학교가 없어서 Anly는 고등학교에 입학하면서 나하로 이사했다. Anly는 고등학교 때 트롬본을 연주하며 행진 밴드에 합류했지만, 동아리 활동 사이에도 음악을 계속 작곡했다. 그녀는 프로 싱어송라이터가 되기로 결심하고 고등학교 2학년 때 행진 밴드를 그만두었다. Anly는 이에지마의 라이브 하우스에서 공연을 시작했고 나중에는 나하에서도 공연했다. Anly는 2015년 1월 19일에 첫 인디 싱글 "Sixteen"을 발매했다.